# Estación del Arte

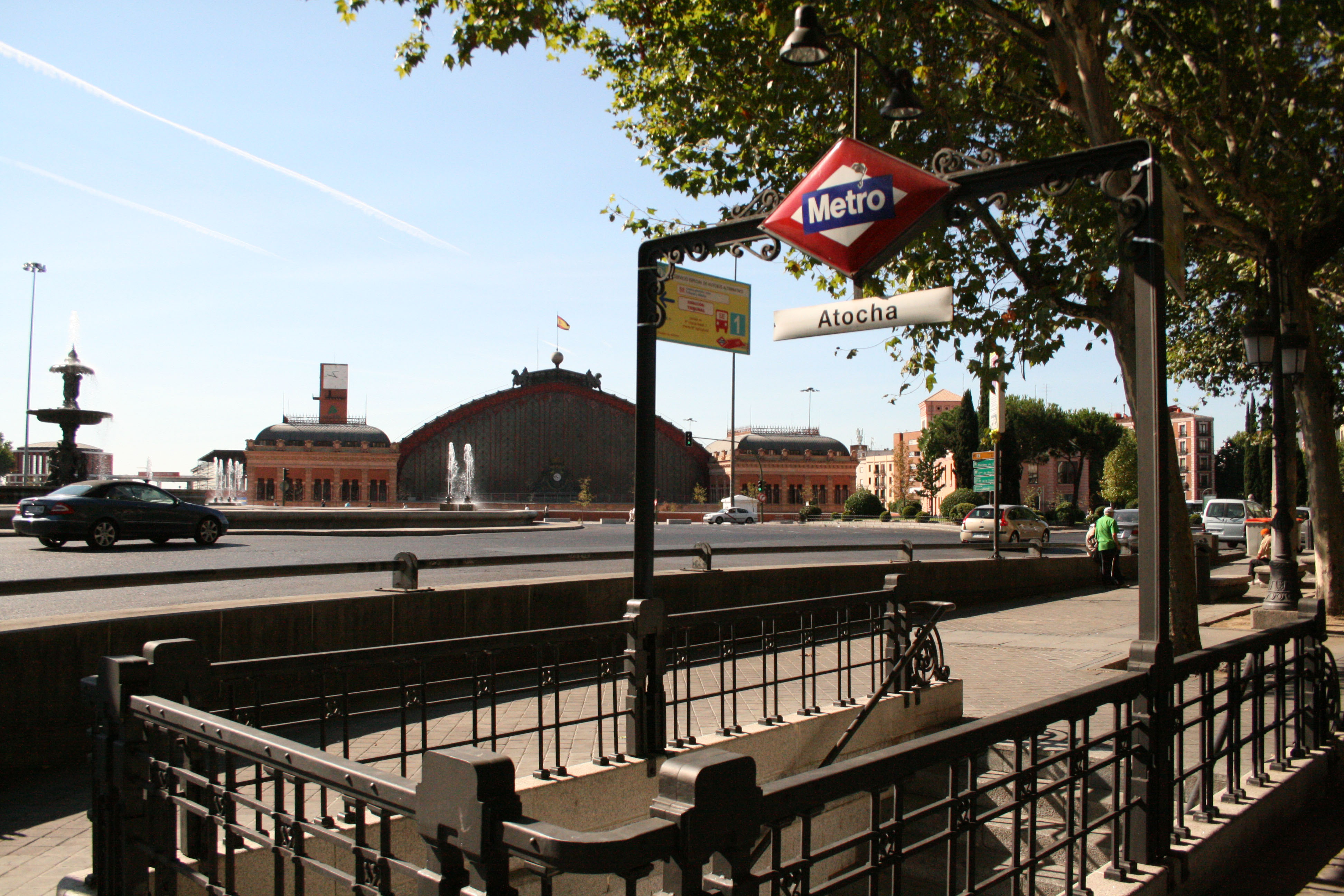
Acceso de la plaza del Emperador Carlos V esquina con calle de Atocha, cuando tenía el nombre de Atocha

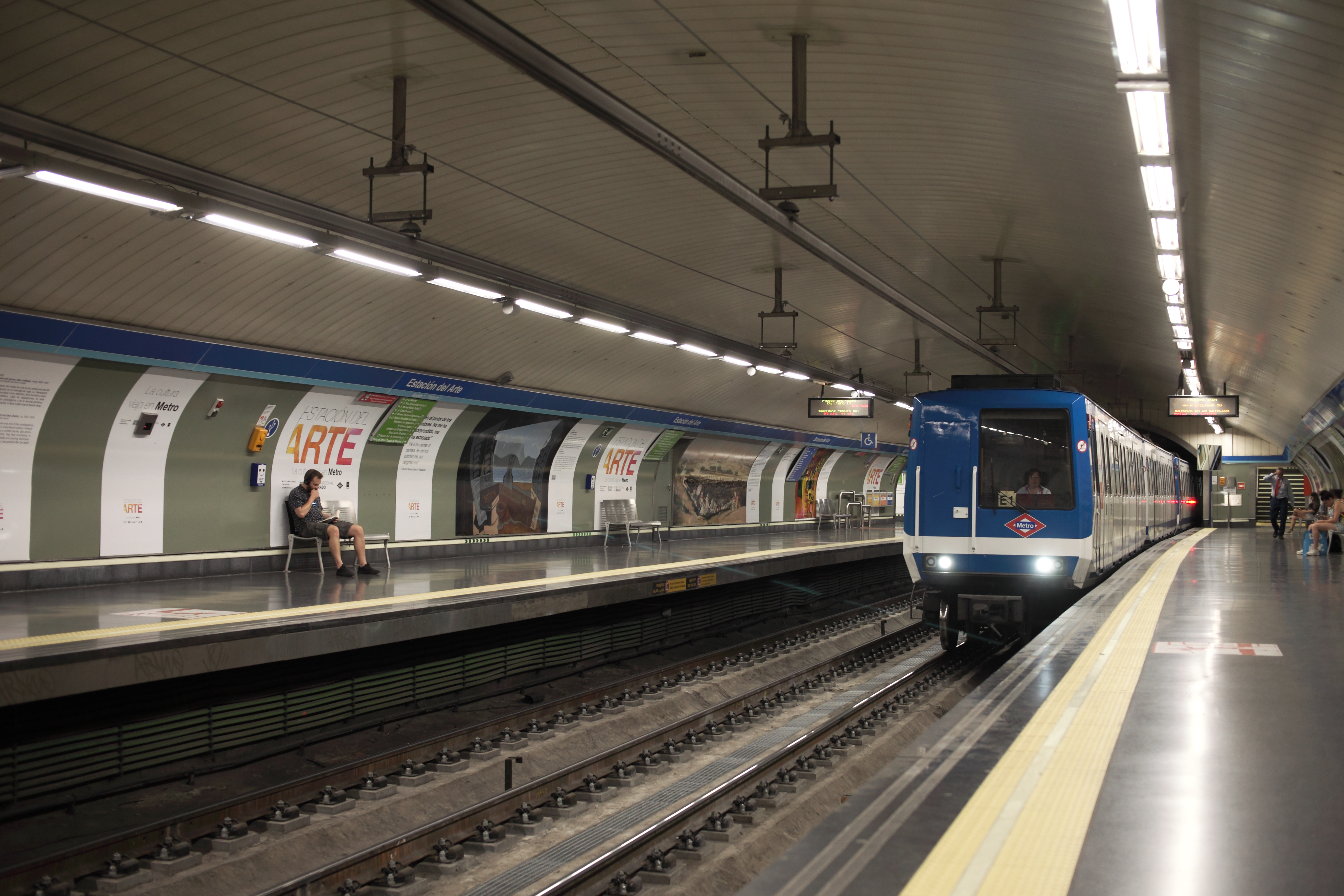
Andén

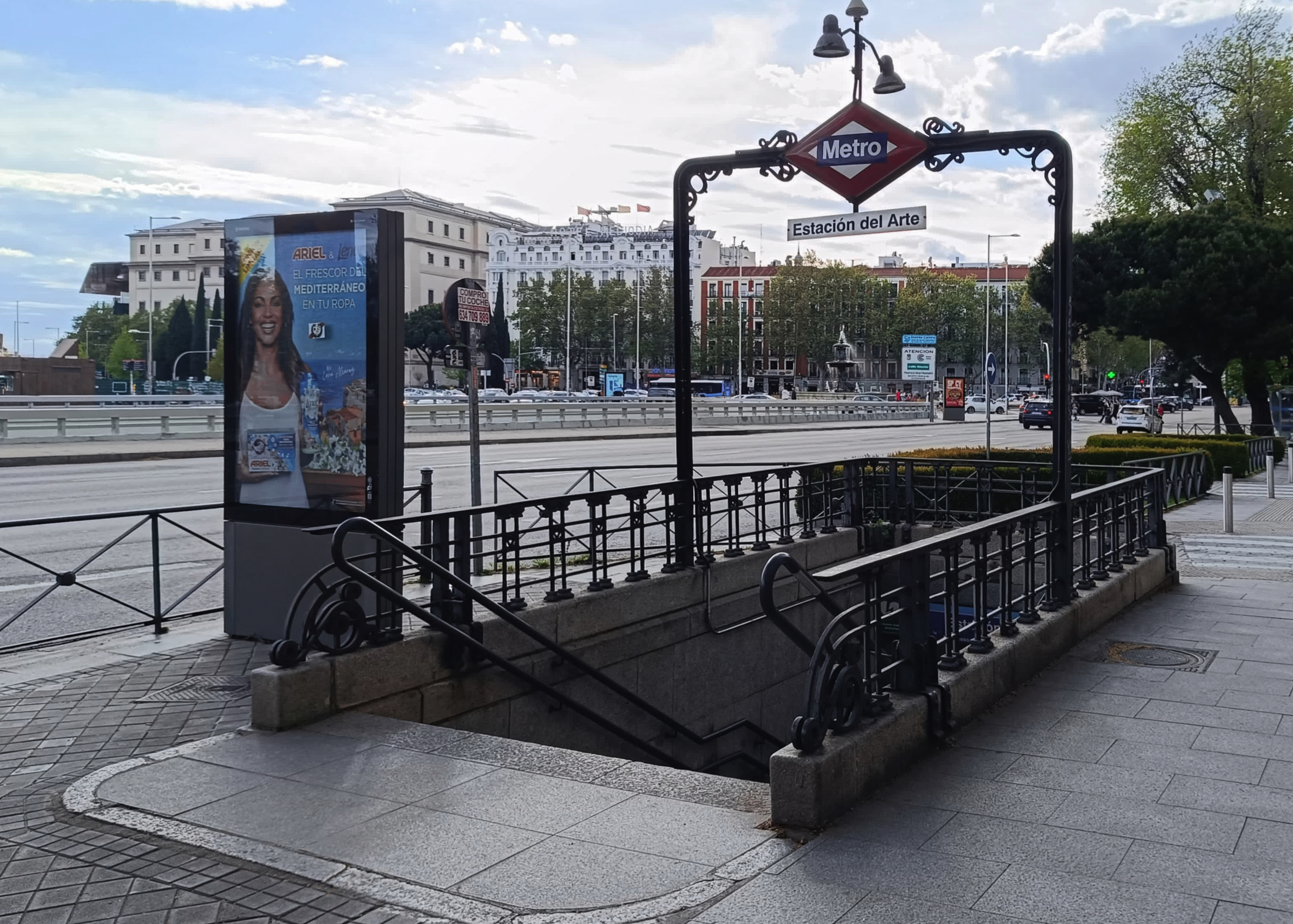
Acceso junto al Ministerio de Agricultura

Estación del Arte (anteriormente Atocha) es una estación de la línea 1 del Metro de Madrid situada bajo la plaza del Emperador Carlos V, a menos de 500 m de la Estación de Atocha de Adif y Cercanías Renfe. Es la estación de Metro más cercana al paseo del Prado junto a la de Banco de España.
La estación se inauguró bajo el nombre de Atocha, por la calle homónima en la que se ubica. El nombre actual viene de que se encuentra en las inmediaciones de diversos museos, en especial el Museo del Prado, el Museo Reina Sofía, el Museo Nacional Thyssen-Bornemisza y el Círculo de Bellas Artes.
Está situada entre los barrios de Embajadores (Centro), Jerónimos (Retiro) y Atocha (Arganzuela).

## Historia
La estación se abrió al público el 26 de diciembre de 1921 con el nombre de Atocha, siendo una de las más antiguas del Metro de Madrid, y durante más de 60 años sirvió para llegar a la estación de ferrocarril, antaño Estación del Mediodía y ahora de Atocha, hasta que se inauguró la estación de Atocha Renfe que comunicaba directamente con los vestíbulos de la estación de ferrocarril, quedando Atocha en un segundo plano dando servicio a la parte sur del paseo del Prado y los barrios de Embajadores y de Cortes del distrito Centro. Fue terminal de línea hasta el 8 de mayo de 1923, cuando la línea se amplió hasta Puente de Vallecas.
Durante el año 2007 ha sido reformada instalando nuevas bóvedas y paramentos, siendo la decoración actual de vítrex de color verde.
Desde el 3 de julio de 2016, la estación estuvo cerrada por las obras de mejora de las instalaciones de la línea 1 entre las estaciones de Plaza de Castilla y Sierra de Guadalupe. La línea se reinauguró el 12 de noviembre de 2016, aunque el 14 de septiembre se reabrieron los tramos Plaza de Castilla-Cuatro Caminos y Alto del Arenal-Sierra de Guadalupe.
El 1 de abril de 2017 se eliminó el horario especial de todos los vestíbulos que cerraban a las 21:40 y la inexistencia de personal en dichos vestíbulos.
El 1 de diciembre de 2018, se renombró la estación de Atocha a Estación del Arte para evitar confusiones con la estación de ferrocarril, más cercana a la estación de Atocha Renfe de Metro, y debido a la cercanía a los principales museos de la ciudad.
Entre el 24 de junio y el 26 de septiembre de 2023, el tramo Sol-Nueva Numancia permaneció cortado por obras. En su lugar se estableció un servicio sustitutivo de autobús entre la cercana estación de Atocha y Valdecarros.

## Accesos
Vestíbulo Atocha
- Atocha Pza. Emperador Carlos V, 11.

Vestíbulo Ministerio de Agricultura
- Ministerio Pº Infanta Isabel, 1

## Líneas y conexiones
Además de la línea 1 de Metro de Madrid, en la superficie pasan varias líneas de autobuses urbanos de la EMT y algunas líneas de autobús interurbanas tienen su cabecera en la plaza del Emperador Carlos V. Antaño era cabecera de la mayoría de líneas que daban servicio a los municipios situados en el eje de la A-42, pero desde la apertura del Intercambiador de Transportes de Plaza Elíptica, la mayoría de las líneas acaban en el mismo a excepción de las líneas nocturnas de este corredor.

### Metro
| << cabecera        | < estación   | línea | estación > | cabecera >> |
| ------------------ | ------------ | ----- | ---------- | ----------- |
| Pinar de Chamartín | Antón Martín |       | Atocha     | Valdecarros |

### Autobuses
| Diurnos                                                     |                              |                                           |
| Autobuses con cabecera en Paseo de Santa María de la Cabeza |                              |                                           |
| Línea                                                       | Destino                      | Parada                                    |
| 36                                                          | Campamento                   | 2308 ATOCHA (Pº Santa Mª de la Cabeza, 4) |
| 41                                                          | Colonia del Manzanares       | 2308 ATOCHA (Pº Santa Mª de la Cabeza, 4) |
| 119                                                         | Barrio de Goya               | 2308 ATOCHA (Pº Santa Mª de la Cabeza, 4) |
| Autobuses pasantes en Plaza del Emperador Carlos V          |                              |                                           |
| Línea                                                       | Destino                      | Parada                                    |
| 10                                                          | Palomeras                    | 81 PRADO-ATOCHA                           |
| 14                                                          | Conde de Casal               | 81 PRADO-ATOCHA                           |
| 27                                                          | Embajadores                  | 81 PRADO-ATOCHA                           |
| 34                                                          | Las Águilas                  | 81 PRADO-ATOCHA                           |
| 37                                                          | Puente de Vallecas           | 81 PRADO-ATOCHA                           |
| 45                                                          | Legazpi                      | 81 PRADO-ATOCHA                           |
| 001                                                         | Estación de Atocha           | 81 PRADO-ATOCHA                           |
| C03                                                         | Puerta de Toledo             | 81 PRADO-ATOCHA                           |
| E1                                                          | La Peseta                    | 81 PRADO-ATOCHA                           |
| 27                                                          | Plaza de Castilla            | 82 PRADO-ATOCHA                           |
| 34                                                          | Cibeles                      | 82 PRADO-ATOCHA                           |
| 37                                                          | Cuatro Caminos               | 82 PRADO-ATOCHA                           |
| 45                                                          | Reina Victoria               | 82 PRADO-ATOCHA                           |
| C03                                                         | Argüelles                    | 82 PRADO-ATOCHA                           |
| E1                                                          | Cibeles                      | 82 PRADO-ATOCHA                           |
| C1                                                          | Embajadores                  | 83 REINA SOFÍA                            |
| 59                                                          | San Cristóbal de los Ángeles | 1167 REINA SOFÍA                          |
| 85                                                          | Butarque                     | 1167 REINA SOFÍA                          |
| 6                                                           | Orcasitas                    | 1924 PRADO-ATOCHA                         |
| 26                                                          | Diego de León                | 1924 PRADO-ATOCHA                         |
| 32                                                          | Pavones                      | 1924 PRADO-ATOCHA                         |
| 6                                                           | Jacinto Benavente            | 1925 PRADO-ATOCHA                         |
| 26                                                          | Tirso de Molina              | 1925 PRADO-ATOCHA                         |
| 32                                                          | Jacinto Benavente            | 1925 PRADO-ATOCHA                         |
| C2                                                          | Cuatro Caminos               | 4985 REINA SOFÍA                          |
| 10                                                          | Cibeles                      | 5453 MINISTERIO DE AGRICULTURA            |
| 14                                                          | Pío XII                      | 5453 MINISTERIO DE AGRICULTURA            |
| 001                                                         | Moncloa                      | 5453 MINISTERIO DE AGRICULTURA            |
| Nocturnos                                                   |                              |                                           |
| Autobuses pasantes en Plaza del Emperador Carlos V          |                              |                                           |
| Línea                                                       | Destino                      | Parada                                    |
| N9                                                          | Ensanche de Vallecas         | 81 PRADO-ATOCHA                           |
| N10                                                         | Palomeras                    | 81 PRADO-ATOCHA                           |
| N11                                                         | Madrid Sur                   | 81 PRADO-ATOCHA                           |
| N12                                                         | Butarque                     | 81 PRADO-ATOCHA                           |
| N13                                                         | San Cristóbal de los Ángeles | 81 PRADO-ATOCHA                           |
| N14                                                         | Villaverde Alto              | 81 PRADO-ATOCHA                           |
| N15                                                         | Hospital 12 de Octubre       | 81 PRADO-ATOCHA                           |
| N17                                                         | Carabanchel Alto             | 81 PRADO-ATOCHA                           |
| N25                                                         | Villa de Vallecas            | 81 PRADO-ATOCHA                           |
| N26                                                         | Aluche                       | 81 PRADO-ATOCHA                           |
| N9                                                          | Cibeles                      | 82 PRADO-ATOCHA                           |
| N10                                                         | Cibeles                      | 82 PRADO-ATOCHA                           |
| N11                                                         | Cibeles                      | 82 PRADO-ATOCHA                           |
| N12                                                         | Cibeles                      | 82 PRADO-ATOCHA                           |
| N13                                                         | Cibeles                      | 82 PRADO-ATOCHA                           |
| N14                                                         | Cibeles                      | 82 PRADO-ATOCHA                           |
| N15                                                         | Cibeles                      | 82 PRADO-ATOCHA                           |
| N17                                                         | Cibeles                      | 82 PRADO-ATOCHA                           |
| N25                                                         | Alonso Martínez              | 82 PRADO-ATOCHA                           |
| N26                                                         | Alonso Martínez              | 82 PRADO-ATOCHA                           |

| Diurnos                                                |                                        | |                           |
| Autobuses con cabecera en Ronda de Atocha              |                                        | |                           |
| Línea                                                  | Destino                                | Parada                                                                                               | Operador                  |
| 351                                                    | Estremera - Barajas de Melo            | 07538 Ronda Atocha-Estación de Autobuses (Ronda de Atocha, 12) (Estación de autobuses de Ruiz, S.A.) | Empresa Ruiz              |
| 352                                                    | Fuentidueña de Tajo - Tarancón         | 07538 Ronda Atocha-Estación de Autobuses (Ronda de Atocha, 12) (Estación de autobuses de Ruiz, S.A.) | Empresa Ruiz              |
| 353                                                    | Villamanrique - Santa Cruz de la Zarza | 07538 Ronda Atocha-Estación de Autobuses (Ronda de Atocha, 12) (Estación de autobuses de Ruiz, S.A.) | Empresa Ruiz              |
| Nocturnos                                              |                                        | |                           |
| Autobuses con cabecera en Plaza del Emperador Carlos V |                                        | |                           |
| Línea                                                  | Destino                                | Parada                                                                                               | Operador                  |
| N401                                                   | Pinto - Valdemoro                      | 13019 Pza. Emperador Carlos V-Atocha (n.º 6)                                                         | AISA                      |
| N402                                                   | Ciempozuelos - Aranjuez                | 13019 Pza. Emperador Carlos V-Atocha (n.º 6)                                                         | AISA                      |
| N403                                                   | San Martín de la Vega                  | 2044 Ministerio de Agricultura                                                                       | La Veloz                  |
| N801                                                   | Getafe (Buenavista - Sector III)       | 07539 Pza. Emperador Carlos V-Atocha (n.º 9)                                                         | Avanza Movilidad Integral |
| N805                                                   | Getafe (Los Molinos)                   | 07539 Pza. Emperador Carlos V-Atocha (n.º 9)                                                         | Avanza Movilidad Integral |
| N806                                                   | Parla                                  | 07539 Pza. Emperador Carlos V-Atocha (n.º 9)                                                         | Avanza Movilidad Integral |
| N807                                                   | Getafe - Humanes - Griñón              | 07539 Pza. Emperador Carlos V-Atocha (n.º 9)                                                         | Avanza Movilidad Integral |